# パールシー演劇
パールシー演劇（パールシーえんげき、Parsi theatre）は、パールシーによって運営が行われたインドの伝統的な演劇を指す。19世紀のボンベイ（現ムンバイ）を活動の中心とし、インドのさまざまな言語で上演された。歌と踊りを組み合わせた構成で特定のコミュニティを超えて1930年代まで人気を集め、ムンバイにおけるインド映画の源流にもなった。

## 背景
パールシーとはインドのゾロアスター教徒を指し、ゾロアスター教が盛んだったイスラーム以前のイランに起源をもつ。19世紀のインドはイギリスの植民地統治下にあり、西洋演劇とサンスクリットの古典演劇や民衆演劇が出会って近代演劇が発展した。ボンベイは近代演劇の中心都市のひとつだった。
インドの伝統的な民衆演劇には、歌と踊りがついたミュージカル風の戯曲があり、ヒンドゥー教徒を中心に娯楽として評判を呼んだ。他方でウルドゥー語文学のマスナヴィー詩という形式は、空想、恋愛、冒険などの題材に適した形式としてムスリムを中心に発展してきた。民衆演劇とマスナヴィー詩の要素が組み合わさったウルドゥー語の戯曲は、ヒンドゥー教徒とムスリムの双方に楽しまれた。
19世紀のボンベイは、さまざまな背景の人々が労働者として流入していた。マラーティー演劇が始まり、グジャラーティー語の文芸や出版が盛んな都市だった。イギリス文化の影響を受けながらグジャラーティー語の標準化やグジャラーティー文字の普及が進められ、植民地教育を受けたヒンドゥー教徒の上位カーストの知識人が文学を主導した。他方で英語教育を取り入れたパールシーは植民地エリートとして出版や演劇で活動した。

## 沿革
パールシーは劇場の建設や運営を行い、俳優にはヒンドゥー、ムスリム、アングロ・インディアンなどさまざまなコミュニティの人々を起用した。最初の劇場は1821年に設立され、閉鎖や売却をへて1846年にグランド・ロード・シアターとして再オープンし、1853年にパールシー劇団が設立された。パトロンには商人のジャガンナート・シャンカルセットやジャムセットジー・ジージーボイがおり、劇場はプロセニアム・アーチでガス灯を備えた近代的な設備だった。
当初はシェイクスピアなどの英語劇を上演し、やがてグジャラーティー語、ヒンドゥスターニー語、マラーティー語などインドの言語でも上演されるようになった。続いて、特定のコミュニティを越えた言語であり宮廷叙事詩の伝統を継いでいるウルドゥー語で上演され、華やかな舞台装置、衣装、劇中の歌など娯楽的な内容で人気を呼んだ。1869年までにボンベイでは20のパールシー劇団が活動し、デリー、カルカッタ、デカンでも出張公演を行った。1892年から1922年の間に4000以上の公演が行われた。作品の題材は、サンスクリット語やペルシア語の古典をもとにしたもの、同時代の社会から着想を得たもの、西洋の戯曲をインド向けに翻案したものなどがあり、1930年代頃まで盛んだった。
パールシー演劇における歌と踊り、歴史・神話・メロドラマを題材にした構成、ウルドゥー語の使用などは、のちのムンバイの映画産業に引き継がれた。パールシーは映画産業のスポンサーになり、パールシー演劇で活動していた人材が映画産業へと転身していった。こうしてムンバイで映画産業が発展し、出身地、言語、宗教、カーストの異なる制作者が参加するボリウッドへとつながった。